# Borris Lietzow
Borris Lietzow  ist ein ehemaliger deutscher Wasserspringer, der 1993 und 1995 Europameisterschaftsdritter war.

## Sportliche Karriere
Borris Lietzow startete für die Sprungabteilung des SC Empor Rostock, die später im Wasserspringer-Club Rostock aufging.
Bei Deutschen Hallenmeisterschaften wurde er vom Ein-Meter-Brett 1992 Zweiter hinter Jan Hempel. Vom Drei-Meter-Brett war er 1991 und 1993 Dritter. 1993 gewann er den deutschen Meistertitel in der Kombination. 1996 belegte er im Synchronspringen vom Drei-Meter-Brett zusammen mit Stefan Ahrens den zweiten Platz hinter Jan Hempel und Alexander Gorski. Bei den Meisterschaften im Sommer siegte Lietzow 1994 und 1995 vom Ein-Meter-Brett. Von 1991 bis 1996 ersprang er vom Drei-Meter-Brett eine Silbermedaille und vier Bronzemedaillen. Hinzu kamen zwei Bronzemedaillen vom Turm und je eine Silber- und Bronzemedaille in der Kombination.
Bei den Europameisterschaften 1993 in Sheffield siegte vom 1-Meter-Brett der Deutsche Peter Böhler vor dem Schweden Joakim Andersson und Borris Lietzow. 1994 belegte Lietzow vom Ein-Meter-Brett den vierten Platz bei den Weltmeisterschaften in Rom, wobei er nach der Qualifikation auf dem zweiten Platz gelegen hatte. Im Jahr darauf siegte bei den Europameisterschaften 1995 in Wien der Niederländer Edwin Jongejans vom Ein-Meter-Brett. Hinter Joakim Andersson gewann Lietzow noch einmal Bronze.